# دونكان جون ماكنتاير
دونكان جون ماكنتاير هو سياسي كندي، ولد في 22 ديسمبر 1841 في Tiree ‏ في المملكة المتحدة، وتوفي في 8 سبتمبر 1920 في ويتبي في كندا. نشط حزبياً في الحزب الليبرالي في أونتاريو ‏. وقد انتخب عضو برلمان مقاطعة أونتاريو ‏ (1883 – 1886).